# لیبره اس.اس.ال
لیبره‌اس‌اس‌ال (به انگلیسی: LibreSSL) یک پیاده‌سازی متن‌باز از پروتکل‌های SSL و TLS است که در آوریل سال ۲۰۱۴ توسط توسعه‌دهندگان پروژه اوپن‌بی‌اس‌دی به صورت انشعابی از اوپن‌اس‌اس‌ال در پی کشف یک آسیب‌پذیری امنیتی بزرگ موسوم به هارت‌بلید در این کتابخانه، به وجود آمد. هدف این پروژه این است که ابتدا کدهای اس‌اس‌ال مورد بازبینی و تجدید ساختار قرار گرفته تا میزان آسیب‌پذیری آن کاهش یابد، سپس بازنویسی جز به جز این کتابخانه با استفاده از روش‌ها و تکنیک‌های امنیتی‌ای که در دیگر قسمت‌های اوپن‌بی‌اس‌دی هم بکار گرفته شده‌اند تا یک جایگزین تمیزتر، جدیدتر و ایمن‌تر برای اوپن‌اس‌اس‌ال به وجود آید، در حالی که رابط‌های برنامه‌نویسی نرم‌افزار این کتابخانه همچنان با رابط‌های اوپن‌اس‌اس‌ال سازگاری کامل داشته باشد و بتواند بلافاصله و بدون زحمت با آن جایگزین شود.
لیبره‌اس‌اس‌ال از شاخه 1.0.1g اوپن‌اس‌اس‌ال منشعب شده‌است. در اولین هفته از بازبینی کدها، بیش از حدود ۹۰٬۰۰۰ خط از کدهای این برنامه که به زبان C بودند، از لیبره‌اس‌اس‌ال حذف شدند و تئو درات رهبر پروژه در این باره گفته‌است که بسیاری از کدهای اوپن‌اس‌اس‌ال «فراتر از چیزی بودند که بتوان آنها را اصلاح کرد» و حدود نیمی از کدهای اوپن‌اس‌اس‌ال در هفته اول دور انداخته شدند. برای انجام این کار، بسیاری از کدهای قدیمی و استفاده نشده و پشتیبانی از برخی سیستم‌عامل‌های قدیمی یا سیستم‌عامل‌هایی که امروزه کم‌کاربرد هستتند هم قطع شد.